# Västergötland
Västergötland er en historisk provins (landskap) i det sydvestlige Sverige og er en del af Västra Götalands län. 16.676 km², 1.198.806 indbyggere. Landskabet grænser i sydvest til Halland, i vest til Kattegat og Bohuslän, i nord til Dalsland, indsøen Vänern og Värmland, i nordøst til Närke og i øst til indsøen Vättern og Östergötland samt i sydøst til Småland.
Västergötland er kendt for den frodige Västgötaslette, som egentlig består af flere adskilte slettelandskaber. Dette jordbrugsområde er Västergötlands historiske centralbygd, som dog ligger nord for landskabets geografiske midte. Sletteområdet indrammes af karakteristiske plateaubjerge som Kinnekulle, Billingen, Ålleberg, Mösseberg, Hunneberg og Halleberg.
Den sydlige landskabsdel består mest af kuperet terræn med store, tyndt befolkede skovområder.
I syd findes relativt mange søer, mens der kun er få i sletteområdet. I de nordlige grænseegne ligger søerne Unden, Viken og Skagern.
De største byer er Göteborg, Borås, Trollhättan, Vänersborg, Skövde og Lidköping.
Kronprinsesse Victoria er hertuginde af Västergötland og hendes gemal Prins Daniel er hertug af Västergötland.

## Historie
Den første bosættelse er dateret til omkring 8. årtusinde f.Kr.. Med udgangspunkt fra kysten blev landet langs med elvene og søerne befolket. Omkring 3. årtusinde f.Kr. bestod der allerede en udviklet social organisation, som en række jættestuer, særlig omkring byen Falköping, viser.